# 萊佩河
50°59′14″N 7°24′24″E / 50.987166°N 7.4067755°E

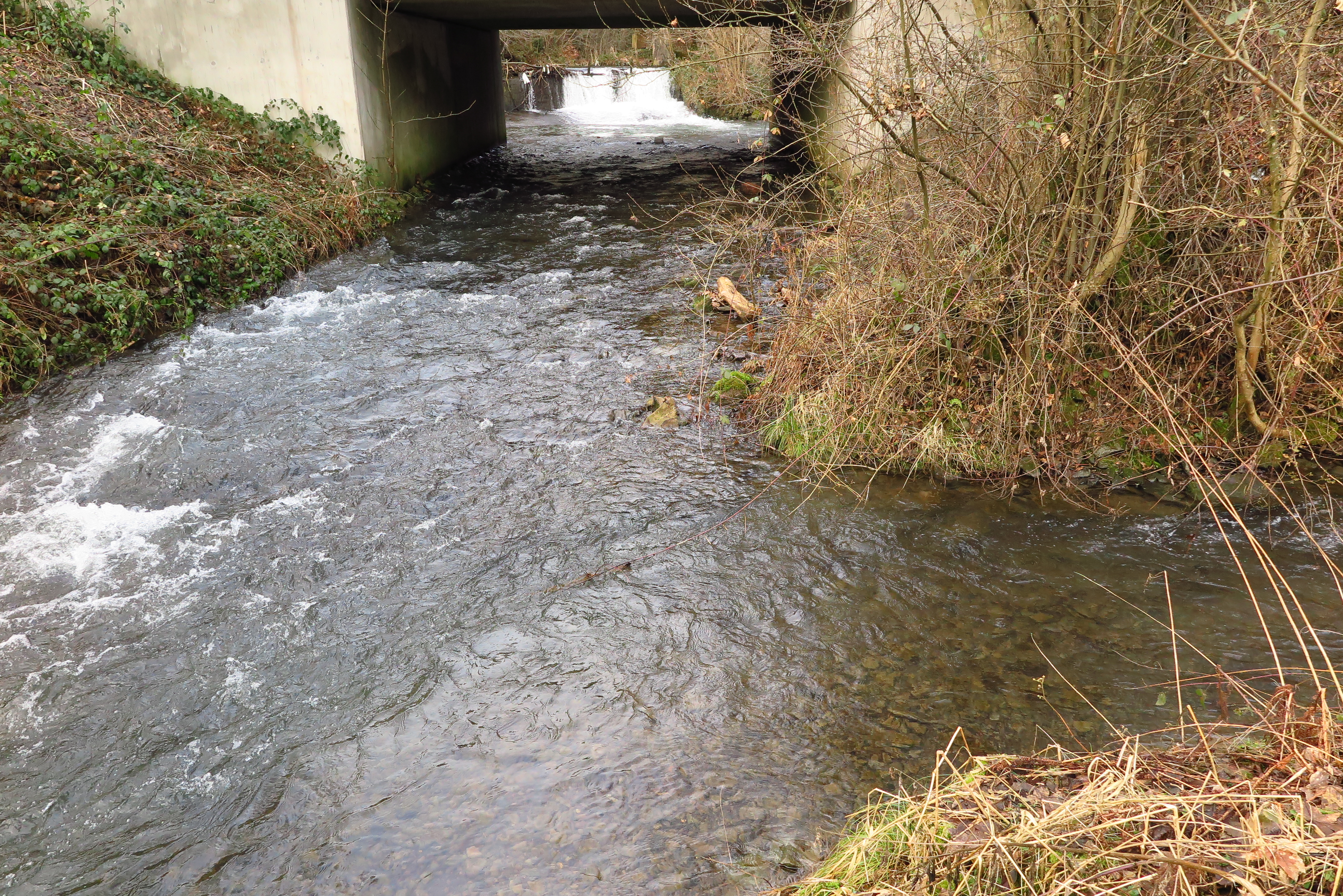

萊佩河（德語：Leppe），是德國的河流，位於該國西部，處於北萊茵-威斯特法倫州，屬於阿格河的右支流，河道全長19.4公里，流域面積52.2平方公里，河口處在恩格爾斯基興。